# Ayer deseo, hoy realidad
Ayer deseo, hoy realidad es un álbum solista del músico argentino Ricardo Iorio, publicado en 2008 por el sello discográfico Dejesu Records. 

## Detalles
Este disco conforma la segunda incursión como solista de Iorio, luego de Peso argento, grabado en colaboración con Flavio Cianciarulo.
El nombre Ayer deseo, hoy realidad remite a una canción escrita por Iorio para el álbum Víctimas del vaciamiento de Hermética.
El disco está compuesto por reversiones de canciones emblemáticas de los primeros años del rock argentino, cantadas por Iorio con el acompañamiento de los músicos de Almafuerte sobre la base de arreglos musicales íntegramente realizados por Claudio Marciello, guitarrista de la banda.
El disco sorprendió a seguidores y crítica en general por lo alejado del género metálico, la calidad de las ejecuciones y la selección de canciones.[cita requerida]

"De chico era escuchar esas canciones y soñar ser grande para poder cantarlas. Coinciden en ser los temas que más me gustan y acaso los menos difundidos"

## Lista de canciones
| #  | Canción                     | Autor(es)                                               | Intérprete original                      |
| -- | --------------------------- | ------------------------------------------------------- | ---------------------------------------- |
| 1  | Hace casi 2000 años         | Edelmiro Molinari                                       | Color Humano                             |
| 2  | Toma el tren hacia el sur   | Luis Alberto Spinetta                                   | Almendra                                 |
| 3  | Blues del atardecer         | Willy Gardi/Eduardo Frezza                              | El Reloj                                 |
| 4  | Solitario Juan              | Pappo                                                   | Pappo's Blues                            |
| 5  | Ritmo y blues con armónicas | Ricardo Soulé                                           | Vox Dei                                  |
| 6  | Durazno sangrando           | Luis Alberto Spinetta                                   | Invisible                                |
| 7  | Jugo de tomate              | Javier Martínez                                         | Manal                                    |
| 8  | Un amigo de verdad          | Roque Narvaja                                           | Roque Narvaja                            |
| 9  | Rock de la selva madre      | Luis Alberto Spinetta                                   | Pescado Rabioso                          |
| 10 | Tontos                      | Billy Bond/Alejandro Medina/Claudio Gabis/Jorge Álvarez | Billy Bond y La Pesada del Rock and Roll |
| 11 | Vine cruzando el mar        | Pappo                                                   | Aeroblus                                 |
| 12 | Imágenes fugaces            | Esteban Salvi                                           | La Moto Rock Callejero                   |
| 13 | Mariposas de madera         | Miguel Abuelo                                           | Miguel Abuelo                            |

## Créditos
Almafuerte
- Ricardo Iorio - voz
- Claudio Marciello - guitarra
- Beto Ceriotti - bajo
- Bin Valencia - batería

Músicos adicionales
- Álvaro Villagra - piano

Producción
- Álvaro Villagra - grabación, mezcla y masterización
- Claudio Marciello - arreglos
- Martín D'Amico - asistente de grabación
- Adriana Álvarez De López - portada
- Damián Massara - corrección
- Martín Bonetto - portada interna
- Marina Pisano - diseño gráfico
- Raúl Ocanto y Daniel Santo - asistente
- Marcelo Tommy Moya - coordinación